# Apostolische Nuntiatur für Namibia

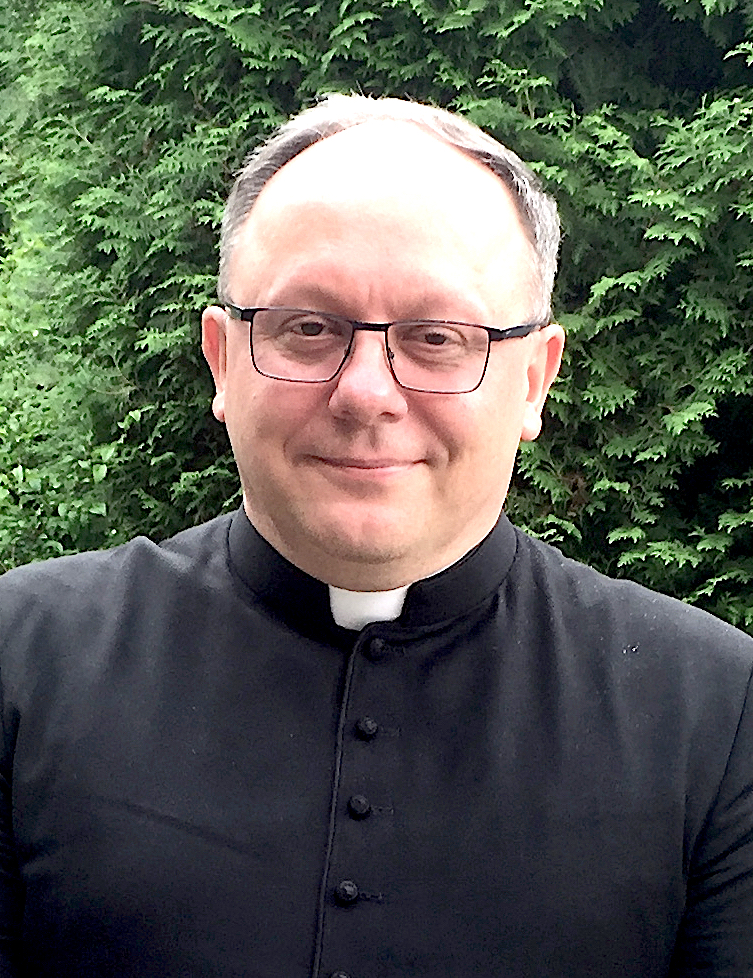
Nuntius Henryk Mieczysław Jagodziński (2020)

Die Apostolische Nuntiatur für Namibia ist die diplomatische Vertretung des Heiligen Stuhls in Namibia. Zuletzt war von 2016 bis Februar 2023 Erzbischof Peter Bryan Wells apostolischer Nuntius, der auch die Apostolischen Nuntiaturen für Botswana, Eswatini, Lesotho, Südafrika leitete. Er hatte im südafrikanischen Pretoria seinen Sitz.
Die Vertretung wurde am 12. September 1995 eingerichtet.

## Liste der Apostolischen Nuntien
- 1994–1997: Ambrose Battista De Paoli
- 1998–2000: Manuel Monteiro de Castro
- 2000–2006: Blasco Francisco Collaço
- 2006–2011: James Patrick Green
- 2012–2015: Mario Roberto Cassari
- 2016–2023: Peter Bryan Wells
- seit Juli 2024: Henryk Mieczysław Jagodziński